# Secretaría de Gobernación
| Secretaría de Gobernación                              |                      |
| R.Abraham González nº48, Cidade do México segob.gob.mx |                      |
| Criação                                                | 1884                 |
|                                                        |                      |
| Atual secretário                                       | Rosa Icela Rodríguez |

A Secretaría de Gobernación (SEGOB), é uma Secretaria de Estado do governo mexicano, encarregada de vigiar o cumprimento legal dos preceitos constitucionais, atender aos assuntos da politica interna, conduzir as relações institucionais do poder executivo com os outros poderes da união, os governos estaduais e municipais, coordenar acções de proteção civil e segurança nacional.
A pasta foi criada em 1884, seu atual titular é Rosa Icela Rodríguez, pela instituição também já passaram os ex-presidentes Lázaro Cárdenas e Miguel Alemán, e os políticos Santiago Creel Miranda, Manuel Bartlett Díaz, Francisco Labastida, Carlos Abascal.